# Zolling
Zolling är en kommun och ort i Landkreis Freising i Regierungsbezirk Oberbayern i förbundslandet Bayern i Tyskland.
Kommunen ingår i kommunalförbundet Zolling tillsammans med kommunerna Attenkirchen, Haag an der Amper och Wolfersdorf.